# Barbacenia grisea
Barbacenia grisea är en enhjärtbladig växtart som beskrevs av Lyman Bradford Smith. Barbacenia grisea ingår i släktet Barbacenia och familjen Velloziaceae. Inga underarter finns listade.